# Красивая бронзовка
Бронзовка красивая или бронзовка кавказская (лат. Protaetia (Cetonischema) speciosa) — жук из семейства пластинчатоусых (Scarabaeidae).

## Описание
Жук длиной 23—30 мм, матовый, с жирным блеском, золотисто-зелёный, иногда ярко-красный. Нижняя сторона тела, бока переднеспинки и надкрылий, ноги синего цвета. Надкрылья равномерно выпуклые, позади середины близ шва без продольного вдавления. Тело без белых пятен, в слабой пунктировке. Передний отросток среднегруди широкий, в рассеянных точках, гладкий.

## Распространение
Описана из района Георгиевска в Ставропольском крае. Распространена в Малой и Передней Азии, северном Ираке и северном Иране, Грузии, Армении, Азербайджане, юго-западном Туркменистане, Украине (Крымский полуостров).
В России встречается на Кавказе; северная граница ареала проходит от дельты Кубани на станицу Ильскую, Краснодар, Пятигорск; На юге от указанной полосы встречается по всему Кавказу.

## Местообитания
Живет в широколиственных лесах, на равнинах, в горах на большие высоты не поднимается. Лёт жуков с мая по октябрь, пик приходится на июнь-август. Большую часть времени проводят на деревьях с вытекающим соком.
Личинки развиваются в трухлявой древесине лиственных пород деревьев, преимущественно дуба и ивы.
Цикл развития 3—4 летний.

## Численность
Количественные учёты не проводились. Косвенные данные дают основание считать, что численность сокращается.

### Ограничивающие факторы
Сокращение площади коренных лесов. Лесотехнические мероприятия, сопровождающиеся удалением старых и дуплистых деревьев.

## Замечания по охране
Занесена в Красную книгу России (II категория сокращающийся в численности вид)

## Необходимые меры охраны
Сохранение старовозрастных деревьев, особенно дуба, создание в местах обитания вида мелких особо охраняемых природных территорий, ограничение вырубки старых широколиственных лесов в Краснодарском и Ставропольском краях.